# Карандеевка (Михайловский район)
Карандеевка — деревня в Михайловском районе Рязанской области России в составе Трепольского сельского поселения, население деревни — 17 человек на 2007 год.
Другое название — Радино.
Расположена в верховьях реки Пачога в 13 км на север от райцентра Михайлов, высота над уровнем моря 176 м. Ближайшие населённые пункты: Глинки в 2 км на северо-запад, Лесищи в 2,5 км на восток, Зенино в 1,5 км западнее и Новопанское в 1,5 км на юго-восток. Ближайшая железнодорожная станция — Треполье Павелецкого направления в 10 км.

## История
| Год  | Население |
| ---- | --------- |
| 1929 | 834       |
| 2007 | 17        |

Образовано до XVIII в.
До 1924 года деревня входила в состав Новопанской волости Михайловского уезда Рязанской губернии.

## Население
| 1859 | 1906 | 1929  | 2010 |
| ---- | ---- | ----- | ---- |
| 240  | ↗586 | ↗1081 | ↘11  |